# Villa La Gaeta
Villa La Gaeta è una storica residenza eclettica sul lago di Como in località Acquaseria nel comune di San Siro.

## Storia
Villa La Gaeta deve il suo nome alla punta del promontorio sul quale è stata costruita. Precedentemente, il sito era occupato da un'altra dimora, decisamente più modesta, acquisita da Solone Ambrosoli, numismatico italiano vissuto tra il 1851 e il 1906.
La progettazione dell'edificio venne assegnata a Gino Coppedè e al fratello Adolfo. Fu completata dagli eredi dell'Ambrosoli nel 1921.
Nel 1940, la villa fu acquistata dai conti Gerli.  
Nel 2006, la villa è stata utilizzata come location per le riprese di alcune scene del film Casino Royale.
Dopo la ristrutturazione del 2011, la Villa è stata divisa in diversi appartamenti ad uso privato.  

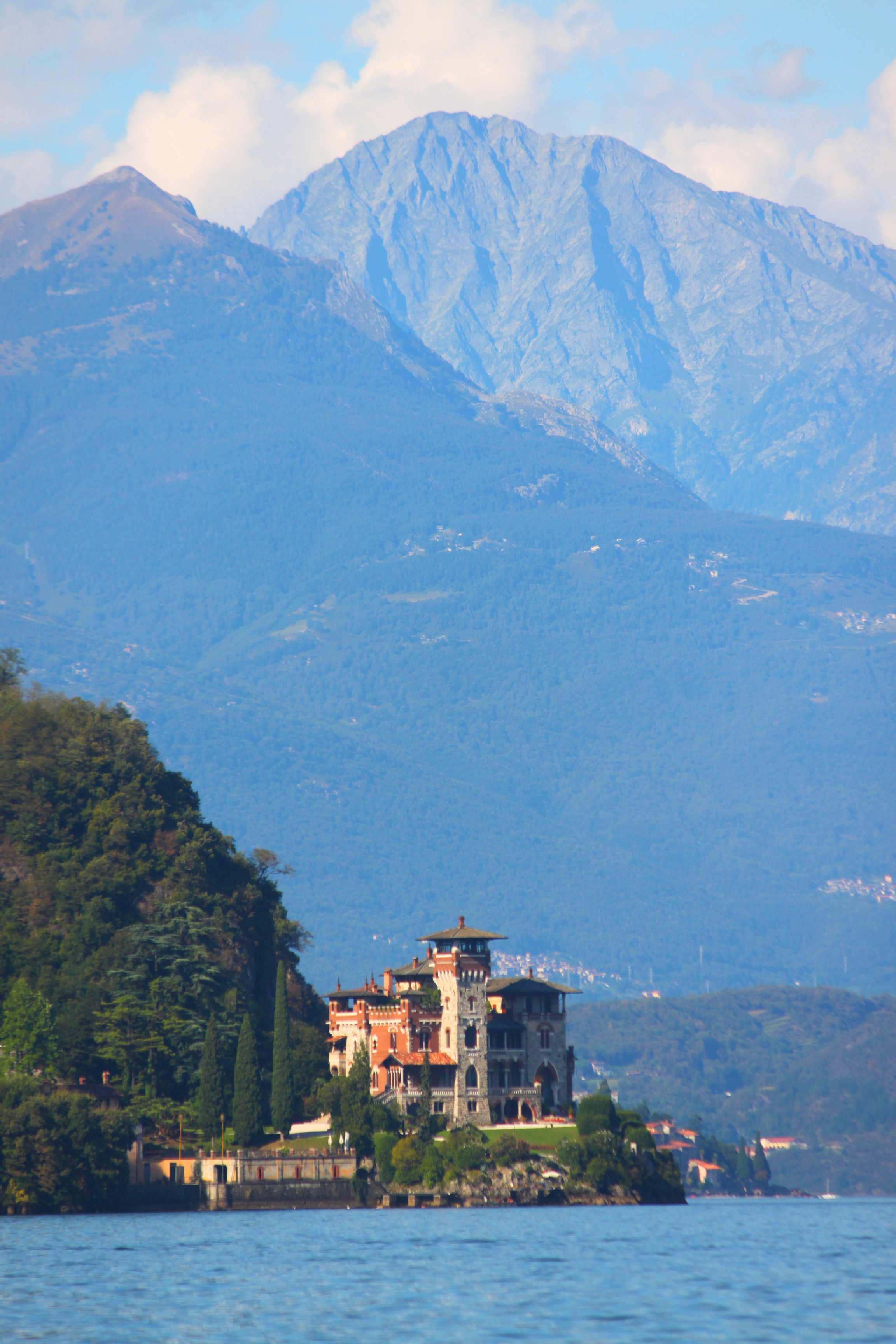
Villa La Gaeta

## Descrizione
La villa, in linea con il gusto di Solone Ambrosoli, presenta uno sfrenato stile eclettico, ricco di citazioni e temi sovrapposti. Gli elementi liberty si intrecciano all'impianto medioevale con un intenso sovrapporsi di graffiti, affreschi e contrasti cromatici. Il porticato colonnato, l'ingresso ad arco acuto e i mattoni a vista vengono alleggeriti dalle decorazioni in stile liberty, dalla tonalità chiara dell'insieme e da due imponenti torri che interrompono la linearità della costruzione. 
La monumentalità che distingue villa La Gaeta ne fece sorgere una copia a Bolvedro, Villa Pessina. 

### Parco
Il giardino, oggi non visitabile ma parzialmente visibile dall'esterno, è stato probabilmente impoverito di alcune specie arboree di modo da lasciar maggior spazio a disposizione dei condomini. Il parco invece, si apre dopo il cancello e, realizzato nello stesso stile eclettico della villa, presenta varietà di tasso, agrifoglio, bosso, lauroceraso e palme. A questi, si aggiungano i cipressi delle ampie radure in prossimità del lago, i cedri e i pini dell'area montana e i due grandi platani che dominano la spiaggia privata. Il sottobosco è costituito da allori mentre alcune siepi di pitosforo accompagnano i viali pedonali.